# Бензовоз

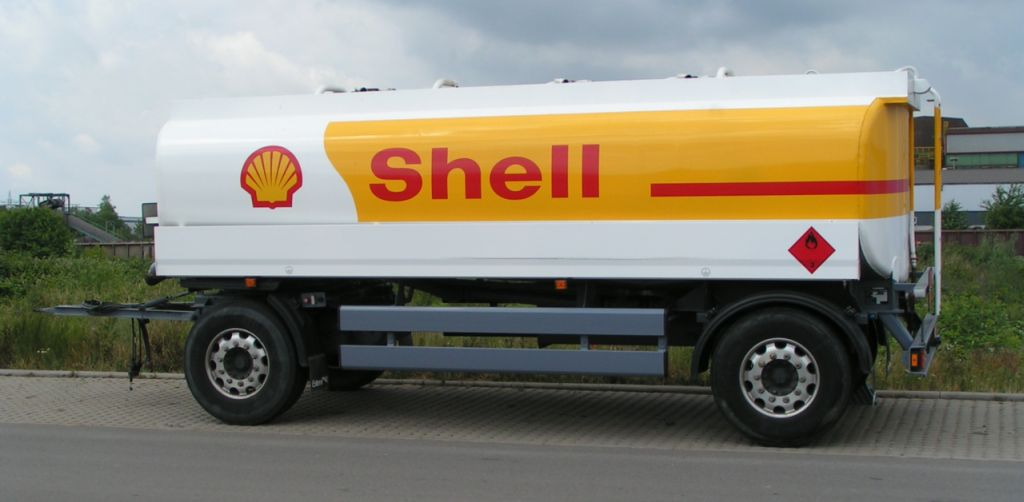
Бензовоз

Бензово́з (скорочення від поєднання слів "бензин" та "возити") — спеціальна транспортна техніка, призначена для перевезення нафтопродуктів.
Як і всі комерційні вантажні машини, бензовоз призначений для транспортування вантажів. Іншими словами, бензовоз — це такий же автомобіль, як і звичайна вантажівка, режим роботи якого і головні вимоги до їх експлуатації аналогічні. Основне, що відрізняє бензовоз від іншого вантажівки — це високі вимоги щодо його пожежної безпеки. Це обумовлюється тим, що до їхніх функцій додається окрема — заправка АТС, до бензовозах відносяться і АТЗ, які здійснюють заправку транспорту в польових умовах, на великому машинному дворі або автогосподарстві.
Бензовоз і всі елементи, з яких він виготовлений, повинні бути високої якості. Крім пожежної безпеки та зносостійкості, у великих містах пред'являють підвищені вимоги до маневреності, для якої бензовоз мало пристосований.

## Різновиди
- Автоцистерна — бензовоз з встановленої на шасі цистерною.
- Напівпричіп-цистерна — це бензовоз, ємність якого встановлена на підкатний візок і оснащена шворнем. Використовується у складі автопоїзда з сідельним тягачем.
- Причіп-цистерна — бензовоз, цистерна якого встановлена на самостійне шасі або осі причепа і обладнується зчіпним пристроєм.